# 5e étape du Tour de France 1996
Pour un article plus général, voir Tour de France 1996.
La 5e étape du Tour de France 1996 a eu lieu le 4 juillet 1996 entre le Lac de Madine et la ville de Besançon sur une distance de 242 km. Elle a été remportée au sprint par le Néerlandais Jeroen Blijlevens (TVM-Farm Frites) devant le Français Frédéric Moncassin (Gan) et l'Allemand Erik Zabel (Deutsche Telekom). Arrivé au sein du peloton, Stéphane Heulot (Gan) conserve la tête du classement général et le maillot jaune à l'issue de l'étape.

## Déroulement

### Points distribués
| Sprint intermédiaire Nesles (km 48.5) | Sprint intermédiaire Nesles (km 48.5) | Sprint intermédiaire Nesles (km 48.5) | Sprint intermédiaire Nesles (km 48.5) | Sprint intermédiaire Nesles (km 48.5) |
| ------------------------------------- | ------------------------------------- | ------------------------------------- | ------------------------------------- | ------------------------------------- |
|                                       | Coureur                               | Pays                                  | Équipe                                | Point(s)                              |
| 1er                                   | Francis Moreau                        | France                                | Gan                                   | 6                                     |
| 2e                                    | Frédéric Moncassin                    | France                                | Gan                                   | 4                                     |
| 3e                                    | Mariano Piccoli                       | Italie                                | Brescialat-Verynet                    | 2                                     |
| modifier                              |                                       |                                       |                                       |                                       |

| Sprint intermédiaire Blondefontaine (km 143.5) | Sprint intermédiaire Blondefontaine (km 143.5) | Sprint intermédiaire Blondefontaine (km 143.5) | Sprint intermédiaire Blondefontaine (km 143.5) | Sprint intermédiaire Blondefontaine (km 143.5) |
| ---------------------------------------------- | ---------------------------------------------- | ---------------------------------------------- | ---------------------------------------------- | ---------------------------------------------- |
|                                                | Coureur                                        | Pays                                           | Équipe                                         | Point(s)                                       |
| 1er                                            | Nicola Minali                                  | Italie                                         | Gewiss-Playbus                                 | 6                                              |
| 2e                                             | Frédéric Moncassin                             | France                                         | Gan                                            | 4                                              |
| 3e                                             | Jacky Durand                                   | France                                         | Agrigel-La Creuse                              | 2                                              |
| modifier                                       |                                                |                                                |                                                |                                                |

| Sprint intermédiaire Fretigney (km 196.5) | Sprint intermédiaire Fretigney (km 196.5) | Sprint intermédiaire Fretigney (km 196.5) | Sprint intermédiaire Fretigney (km 196.5) | Sprint intermédiaire Fretigney (km 196.5) |
| ----------------------------------------- | ----------------------------------------- | ----------------------------------------- | ----------------------------------------- | ----------------------------------------- |
|                                           | Coureur                                   | Pays                                      | Équipe                                    | Point(s)                                  |
| 1er                                       | Giuseppe Calcaterra                       | Italie                                    | Saeco-Estro-AS Juvenes San Marino         | 6                                         |
| 2e                                        | Djamolidine Abdoujaparov                  | Ouzbékistan                               | Refin-Mobilvetta                          | 4                                         |
| 3e                                        | Frédéric Moncassin                        | France                                    | Gan                                       | 2                                         |
| modifier                                  |                                           |                                           |                                           |                                           |

| Arrivée d'étape Besançon (km 242) | Arrivée d'étape Besançon (km 242) | Arrivée d'étape Besançon (km 242) | Arrivée d'étape Besançon (km 242) | Arrivée d'étape Besançon (km 242) |
| --------------------------------- | --------------------------------- | --------------------------------- | --------------------------------- | --------------------------------- |
|                                   | Coureur                           | Pays                              | Équipe                            | Point(s)                          |
| 1er                               | Jeroen Blijlevens                 | Pays-Bas                          | TVM-Farm Frites                   | 35                                |
| 2e                                | Frédéric Moncassin                | France                            | Gan                               | 30                                |
| 3e                                | Erik Zabel                        | Allemagne                         | Deutsche Telekom                  | 26                                |
| 4e                                | Mario Traversoni                  | Italie                            | Carrera Jeans                     | 24                                |
| 5e                                | Djamolidine Abdoujaparov          | Ouzbékistan                       | Refin-Mobilvetta                  | 22                                |
| 6e                                | Andrea Ferrigato                  | Italie                            | Roslotto-ZG Mobili                | 20                                |
| 7e                                | Fabio Baldato                     | Italie                            | MG Boys Maglificio-Technogym      | 19                                |
| 8e                                | Claudio Camin                     | Italie                            | Brescialat-Verynet                | 18                                |
| 9e                                | Nicola Minali                     | Italie                            | Gewiss-Playbus                    | 17                                |
| 10e                               | Zbigniew Spruch                   | Pologne                           | Panaria-Vinavil                   | 16                                |
| modifier                          |                                   |                                   |                                   |                                   |

| Côte de la carrière (km 64.5) 4e catégorie | Côte de la carrière (km 64.5) 4e catégorie | Côte de la carrière (km 64.5) 4e catégorie | Côte de la carrière (km 64.5) 4e catégorie | Côte de la carrière (km 64.5) 4e catégorie |
| ------------------------------------------ | ------------------------------------------ | ------------------------------------------ | ------------------------------------------ | ------------------------------------------ |
|                                            | Coureur                                    | Pays                                       | Équipe                                     | Point(s)                                   |
| 1er                                        | Richard Virenque                           | France                                     | Festina-Lotus                              | 5                                          |
| 2e                                         | Pascal Richard                             | Suisse                                     | MG Boys Maglificio-Technogym               | 3                                          |
| 3e                                         | Danny Nelissen                             | Pays-Bas                                   | Rabobank                                   | 1                                          |
| modifier                                   |                                            |                                            |                                            |                                            |

| Côte de Pouilley-les-Vignes (km 210) 4e catégorie | Côte de Pouilley-les-Vignes (km 210) 4e catégorie | Côte de Pouilley-les-Vignes (km 210) 4e catégorie | Côte de Pouilley-les-Vignes (km 210) 4e catégorie | Côte de Pouilley-les-Vignes (km 210) 4e catégorie |
| ------------------------------------------------- | ------------------------------------------------- | ------------------------------------------------- | ------------------------------------------------- | ------------------------------------------------- |
|                                                   | Coureur                                           | Pays                                              | Équipe                                            | Point(s)                                          |
| 1er                                               | Giuseppe Calcaterra                               | Italie                                            | Saeco-Estro-AS Juvenes San Marino                 | 5                                                 |
| 2e                                                | Christophe Moreau                                 | France                                            | Festina-Lotus                                     | 3                                                 |
| 3e                                                | Rolf Aldag                                        | Allemagne                                         | Deutsche Telekom                                  | 1                                                 |
| modifier                                          |                                                   |                                                   |                                                   |                                                   |

## Classement de l'étape
| \| Classement de l'étape \| Classement de l'étape \| Classement de l'étape \| Classement de l'étape \| Classement de l'étape \| \| Coureur \| Coureur \| Pays \| Équipe \| Temps \| \| --------------------- \| ------------------------ \| --------------------- \| ---------------------------- \| --------------------- \| \| 1er \| Jeroen Blijlevens \| Pays-Bas \| TVM-Farm Frites \| 6 h 55 min 53 s \| \| 2e \| Frédéric Moncassin \| France \| Gan \| + 0 s \| \| 3e \| Erik Zabel \| Allemagne \| Deutsche Telekom \| + 0 s \| \| 4e \| Mario Traversoni \| Italie \| Carrera Jeans \| + 0 s \| \| 5e \| Djamolidine Abdoujaparov \| Ouzbekistan \| Refin-Mobilvetta \| + 0 s \| \| 6e \| Andrea Ferrigato \| Italie \| Roslotto-ZG Mobili \| + 0 s \| \| 7e \| Fabio Baldato \| Italie \| MG Boys Maglificio-Technogym \| + 0 s \| \| 8e \| Claudio Camin \| Italie \| Brescialat-Verynet \| + 0 s \| \| 9e \| Nicola Minali \| Italie \| Gewiss-Playbus \| + 0 s \| \| 10e \| Zbigniew Spruch \| Pologne \| Panaria-Vinavil \| + 0 s \| |                          |             |                              |                 |
| |                          |             |                              |                 |
| |                          |             |                              |                 |
| Classement de l'étape |                          |             |                              |                 |
| Coureur | Coureur                  | Pays        | Équipe                       | Temps           |
| 1er | Jeroen Blijlevens        | Pays-Bas    | TVM-Farm Frites              | 6 h 55 min 53 s |
| 2e | Frédéric Moncassin       | France      | Gan                          | + 0 s           |
| 3e | Erik Zabel               | Allemagne   | Deutsche Telekom             | + 0 s           |
| 4e | Mario Traversoni         | Italie      | Carrera Jeans                | + 0 s           |
| 5e | Djamolidine Abdoujaparov | Ouzbekistan | Refin-Mobilvetta             | + 0 s           |
| 6e | Andrea Ferrigato         | Italie      | Roslotto-ZG Mobili           | + 0 s           |
| 7e | Fabio Baldato            | Italie      | MG Boys Maglificio-Technogym | + 0 s           |
| 8e | Claudio Camin            | Italie      | Brescialat-Verynet           | + 0 s           |
| 9e | Nicola Minali            | Italie      | Gewiss-Playbus               | + 0 s           |
| 10e | Zbigniew Spruch          | Pologne     | Panaria-Vinavil              | + 0 s           |

## Classement général
À la suite de l'arrivée au sprint de l'étape, le Français Stéphane Heulot (Gan) conserve le maillot jaune de leader de la course. Pas de changement au classement général, il devance l'Italien Mariano Piccoli (Brescialat-Verynet) de 22 secondes et son comptriote Cyril Saugrain (Aubervilliers 93-Peugeot) de 34 secondes.
| \| Classement général \| Classement général \| Classement général \| Classement général \| Classement général \| \| Coureur \| Coureur \| Pays \| Équipe \| Temps \| \| ------------------ \| ------------------ \| ------------------ \| ---------------------------- \| ------------------ \| \| 1er \| Stéphane Heulot \| France \| Gan \| 29 h 49 min 48 s \| \| 2e \| Mariano Piccoli \| Italie \| Brescialat-Verynet \| + 20 s \| \| 3e \| Cyril Saugrain \| France \| Aubervilliers 93-Peugeot \| + 34 s \| \| 4e \| Rolf Jaermann \| Suisse \| MG Boys Maglificio-Technogym \| + 34 s \| \| 5e \| Danny Nelissen \| Pays-Bas \| Rabobank \| + 1 min 35 s \| \| 6e \| Frédéric Moncassin \| France \| Gan \| + 3 min 32 s \| \| 7e \| Alex Zülle \| Suisse \| ONCE \| + 4 min 05 s \| \| 8e \| Evgueni Berzin \| Russie \| Gewiss-Playbus \| + 4 min 08 s \| \| 9e \| Abraham Olano \| Espagne \| Mapei-GB \| + 4 min 12 s \| \| 10e \| Bjarne Riis \| Danemark \| Deutsche Telekom \| + 4 min 16 s \| |                    |          |                              |                  |
| |                    |          |                              |                  |
| |                    |          |                              |                  |
| Classement général |                    |          |                              |                  |
| Coureur | Coureur            | Pays     | Équipe                       | Temps            |
| 1er | Stéphane Heulot    | France   | Gan                          | 29 h 49 min 48 s |
| 2e | Mariano Piccoli    | Italie   | Brescialat-Verynet           | + 20 s           |
| 3e | Cyril Saugrain     | France   | Aubervilliers 93-Peugeot     | + 34 s           |
| 4e | Rolf Jaermann      | Suisse   | MG Boys Maglificio-Technogym | + 34 s           |
| 5e | Danny Nelissen     | Pays-Bas | Rabobank                     | + 1 min 35 s     |
| 6e | Frédéric Moncassin | France   | Gan                          | + 3 min 32 s     |
| 7e | Alex Zülle         | Suisse   | ONCE                         | + 4 min 05 s     |
| 8e | Evgueni Berzin     | Russie   | Gewiss-Playbus               | + 4 min 08 s     |
| 9e | Abraham Olano      | Espagne  | Mapei-GB                     | + 4 min 12 s     |
| 10e | Bjarne Riis        | Danemark | Deutsche Telekom             | + 4 min 16 s     |

## Classements annexes
| Classement par points | Classement par points | Classement par points | Classement par points        | Classement par points |
| Coureur               | Coureur               | Pays                  | Équipe                       | Points                |
| --------------------- | --------------------- | --------------------- | ---------------------------- | --------------------- |
| 1er                   | Frédéric Moncassin    | France                | Gan                          | 152 pts               |
| 2e                    | Jeroen Blijlevens     | Pays-Bas              | TVM-Farm Frites              | 121 pts               |
| 3e                    | Erik Zabel            | Allemagne             | Deutsche Telekom             | 114 pts               |
| 4e                    | Mario Traversoni      | Italie                | Carrera Jeans                | 103 pts               |
| 5e                    | Fabio Baldato         | Italie                | MG Boys Maglificio-Technogym | 93 pts                |

| Classement par points | Classement par points | Classement par points | Classement par points        | Classement par points |
| Coureur               | Coureur               | Pays                  | Équipe                       | Points                |
| --------------------- | --------------------- | --------------------- | ---------------------------- | --------------------- |
| 1er                   | Frédéric Moncassin    | France                | Gan                          | 152 pts               |
| 2e                    | Jeroen Blijlevens     | Pays-Bas              | TVM-Farm Frites              | 121 pts               |
| 3e                    | Erik Zabel            | Allemagne             | Deutsche Telekom             | 114 pts               |
| 4e                    | Mario Traversoni      | Italie                | Carrera Jeans                | 103 pts               |
| 5e                    | Fabio Baldato         | Italie                | MG Boys Maglificio-Technogym | 93 pts                |

| Classement de la montagne | Classement de la montagne | Classement de la montagne | Classement de la montagne         | Classement de la montagne |
| Coureur                   | Coureur                   | Pays                      | Équipe                            | Points                    |
| ------------------------- | ------------------------- | ------------------------- | --------------------------------- | ------------------------- |
| 1er                       | Danny Nelissen            | Pays-Bas                  | Rabobank                          | 21 pts                    |
| 2e                        | Mariano Piccoli           | Italie                    | Brescialat-Verynet                | 10 pts                    |
| 3e                        | Giuseppe Calcaterra       | Italie                    | Saeco-Estro-AS Juvenes San Marino | 5 pts                     |
| 4e                        | Richard Virenque          | France                    | Festina-Lotus                     | 5 pts                     |
| 5e                        | José Luis Arrieta         | Espagne                   | Banesto                           | 5 pts                     |

| Classement de la montagne | Classement de la montagne | Classement de la montagne | Classement de la montagne         | Classement de la montagne |
| Coureur                   | Coureur                   | Pays                      | Équipe                            | Points                    |
| ------------------------- | ------------------------- | ------------------------- | --------------------------------- | ------------------------- |
| 1er                       | Danny Nelissen            | Pays-Bas                  | Rabobank                          | 21 pts                    |
| 2e                        | Mariano Piccoli           | Italie                    | Brescialat-Verynet                | 10 pts                    |
| 3e                        | Giuseppe Calcaterra       | Italie                    | Saeco-Estro-AS Juvenes San Marino | 5 pts                     |
| 4e                        | Richard Virenque          | France                    | Festina-Lotus                     | 5 pts                     |
| 5e                        | José Luis Arrieta         | Espagne                   | Banesto                           | 5 pts                     |

| Classement du meilleur jeune | Classement du meilleur jeune | Classement du meilleur jeune | Classement du meilleur jeune | Classement du meilleur jeune |
| Coureur                      | Coureur                      | Pays                         | Équipe                       | Temps                        |
| ---------------------------- | ---------------------------- | ---------------------------- | ---------------------------- | ---------------------------- |
| 1er                          | Stéphane Heulot              | France                       | Gan                          | 29 h 49 min 48 s             |
| 2e                           | Cyril Saugrain               | France                       | Aubervilliers 93-Peugeot     | + 34 s                       |
| 3e                           | Paolo Savoldelli             | Italie                       | Roslotto-ZG Mobili           | + 4 min 34 s                 |
| 4e                           | Jan Ullrich                  | Allemagne                    | Deutsche Telekom             | + 4 min 38 s                 |
| 5e                           | Rossano Brasi                | Italie                       | Polti                        | + 4 min 51 s                 |

| Classement du meilleur jeune | Classement du meilleur jeune | Classement du meilleur jeune | Classement du meilleur jeune | Classement du meilleur jeune |
| Coureur                      | Coureur                      | Pays                         | Équipe                       | Temps                        |
| ---------------------------- | ---------------------------- | ---------------------------- | ---------------------------- | ---------------------------- |
| 1er                          | Stéphane Heulot              | France                       | Gan                          | 29 h 49 min 48 s             |
| 2e                           | Cyril Saugrain               | France                       | Aubervilliers 93-Peugeot     | + 34 s                       |
| 3e                           | Paolo Savoldelli             | Italie                       | Roslotto-ZG Mobili           | + 4 min 34 s                 |
| 4e                           | Jan Ullrich                  | Allemagne                    | Deutsche Telekom             | + 4 min 38 s                 |
| 5e                           | Rossano Brasi                | Italie                       | Polti                        | + 4 min 51 s                 |

| Classement par équipes | Classement par équipes       | Classement par équipes | Classement par équipes |
| Équipe                 | Équipe                       | Pays                   | Temps                  |
| ---------------------- | ---------------------------- | ---------------------- | ---------------------- |
| 1re                    | Gan                          | France                 | 89 h 38 min 17 s       |
| 2e                     | Rabobank                     | Pays-Bas               | + 12 s                 |
| 3e                     | MG Boys Maglificio-Technogym | Italie                 | + 59 s                 |
| 4e                     | Aubervilliers 93-Peugeot     | France                 | + 1 min 27 s           |
| 5e                     | Brescialat-Verynet           | Italie                 | + 1 min 37 s           |

| Classement par équipes | Classement par équipes       | Classement par équipes | Classement par équipes |
| Équipe                 | Équipe                       | Pays                   | Temps                  |
| ---------------------- | ---------------------------- | ---------------------- | ---------------------- |
| 1re                    | Gan                          | France                 | 89 h 38 min 17 s       |
| 2e                     | Rabobank                     | Pays-Bas               | + 12 s                 |
| 3e                     | MG Boys Maglificio-Technogym | Italie                 | + 59 s                 |
| 4e                     | Aubervilliers 93-Peugeot     | France                 | + 1 min 27 s           |
| 5e                     | Brescialat-Verynet           | Italie                 | + 1 min 37 s           |